# Педальная арфа
Педальная арфа (также концертная арфа) — разновидность арфы, оснащённой педалями, натягивающими струны на полтона; у большинства современных арф педаль имеет два положения: в первом струна натягивается на полтона, а во втором — на целый тон. Диапазон концертной арфы — от до или ре контроктавы до соль четвёртой октавы.
Конструкция педальной арфы требует от рамы выдерживать огромное напряжение струн, для чего в процессе развития инструмента у неё появилось множество упрочняющих деталей, таких как рёбра жёсткости. Современные педальные арфы имеют до 47 струн, высоту около 183 см и вес около 35 кг. Самая недавняя модификация педальной арфы принадлежит французской компании Camac, представившей в 1996 году инструмент, в котором используются авиационные технологии.
Арфа без педалей способна играть только ноты диатонического звукоряда и не может менять тональность, поэтому европейские мастера стали искать способы играть на арфе хроматическую музыку. Педали развились из крючков, зацеплявших струны и повышавших их тон, на рубеже XVII—XVIII столетий, однако первые сто лет они были одинарными (повышали тон только один раз, на полтона). В начале XIX века французский мастер Себастьян Эрар изобрёл двойные педали, которые могли повышать высоту звучания струны на целый тон; его механизм продолжает использоваться до сих пор.

## Конструкция

Схема частей педальной арфы

Педальная арфа имеет треугольную форму и состоит из резонатора, колковой рамы (между которыми натянуто 46 или 47 струн), колонны и основания. Любая арфа должна быть очень прочна, так как ей приходится выдерживать натяжение множества струн.
Полуконический корпус-резонатор изготавливают из твёрдых пород дерева, на задней стенке у него находится 4—5 крупных отверстий, чьё основное предназначение — дать доступ к струнам для их замены, а также улучшить акустические свойства инструмента. Также в задней стенке резонатора находятся жёсткие рёбра из берёзы либо металла в форме полуколец, предотвращающие изгибание дерева под напряжением от струн.
Дека — верхняя часть резонатора, через которую протянуты струны, — имеет трапециевидную форму. Она имеет длину около 140 см, ширину около 50 см у основания и 10 см у вершины, и изготовляются из планок древесины ели Энгельмана или ситхинской ели шириной 3—8 см, их толщина варьирует от ≈12 мм у основания и до 2,5 мм у вершины. Дека усилена сверху относительно тонким плоским куском дерева — накладкой, — а снизу (внутри резонатора) — толстой деревянной планкой; это необходимо для прочности. В прошлом корпус арфы делали из цельного куска древесины твёрдых пород, переход к сборной деке произошёл в XVII веке, а ещё через сто лет древесину для неё начали распиливать поперёк волокон. Также внутри резонатора параллельно струнам наклеены длинные и узкие планки из берёзы или сосны, которые, вероятно, появились, чтобы предотвращать растрескивание дерева.
У концертных арф 46 или 47 струн, что позволяет играть ноты от до или ре контроктавы до соль четвёртой октавы. Струны выходят из отверстий в деке, проходят через верхнюю часть педального механизма, заходят за штырёк-струнодержатель и накручиваются на колки, расположенные слева от арфы при взгляде сзади (как смотрит на арфу исполнитель). Педальный механизм на колковой раме состоит из двух дисков, поворачивающихся при нажатии на педаль; концертная арфа настраивается на полтона ниже нужной высоты звука, так, чтобы первое нажатие на педаль повысило высоту звучания струны до бекара, а второе — до диеза. Остальная его часть скрыта в колонне, которую делают пустотелой.
Струны исторически производили из металла, шёлка и жил, на современных концертных арфах в басовом регистре используются стальные струны, оплетённые шёлком и тонкой медной канителью, в среднем — жильные (кетгутовые), в верхнем — нейлоновые.

### Технологические и акустические особенности
Главная сложность при конструировании арф — требование большой прочности от рамы: суммарная сила натяжения струн даже у небольших арф составляет несколько килоньютонов, а у большой концертной арфы может доходить до 20 кН (2039,43 кг). При этом струны у арфы закреплены непосредственно на раме, что делает невозможным усиление инструмента за счёт массивной рамы, как у рояля. Наиболее сильно напряжение струн около 12—13-й струны, где металлические струны переходят в кетгутовые.
Струны арфы нельзя размещать слишком далеко друг от друга, поскольку они должны находиться не дальше, чем на расстоянии длины руки музыканта, но и не слишком близко, чтобы не мешать движению пальцев. Струна должна быть натянута настолько, чтобы получить нужную энергию, не цепляясь за соседние струны. Так как верхний конец струны прикреплён к неподвижному колку, а нижний — к подвижной деке, которая может двигаться вверх и вниз, струна при защипывании двигается по эллиптической траектории вокруг собственной оси.
Звук при игре на арфе распространяется преимущественно вперёд и назад (на частотах выше 2 кГц — вперёд-направо, вперёд-налево и назад). Основной источник затухания звука — амортизация струн об деку, а не потери в самих струнах.

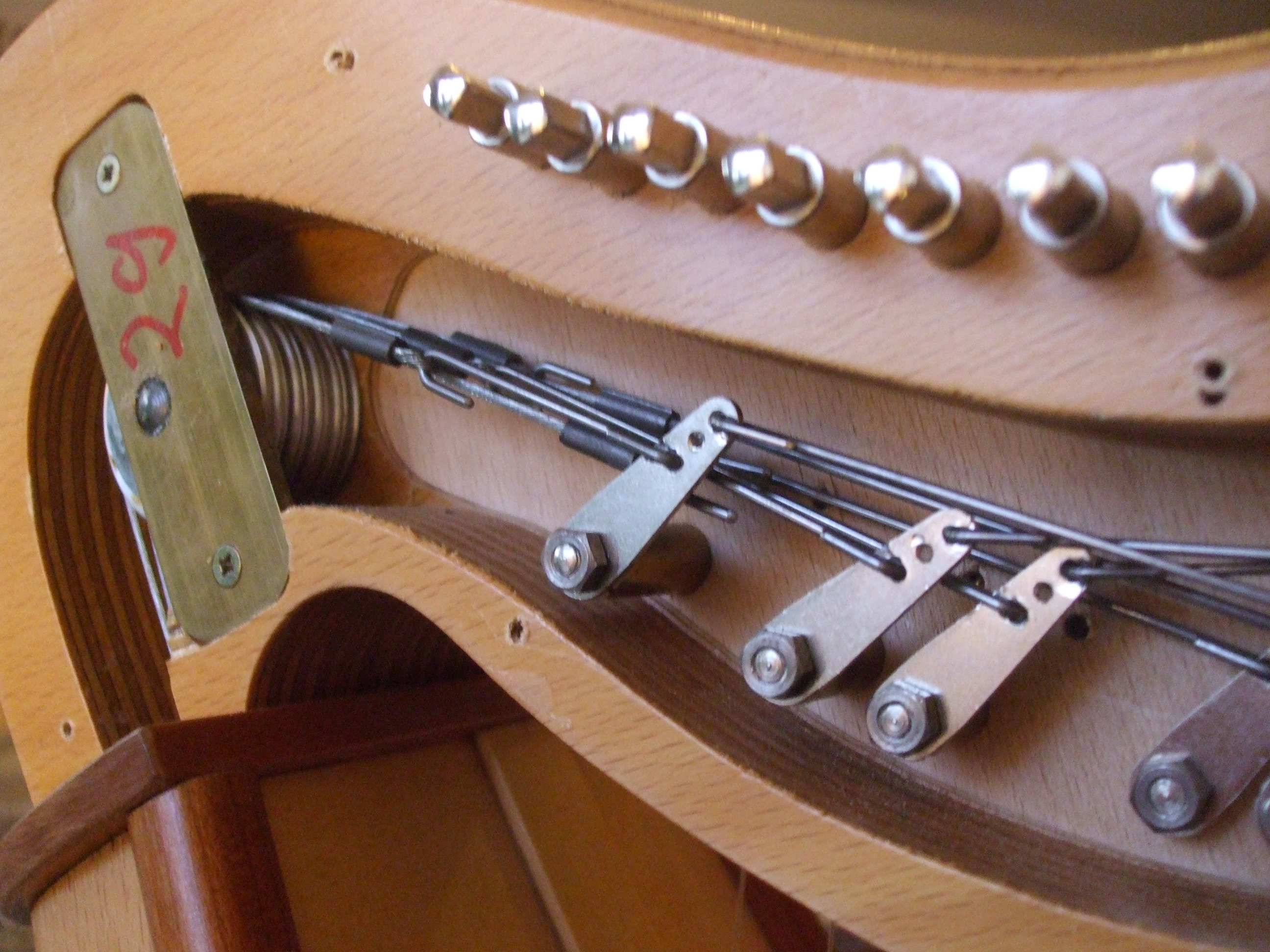
Педальный механизм в колковой раме
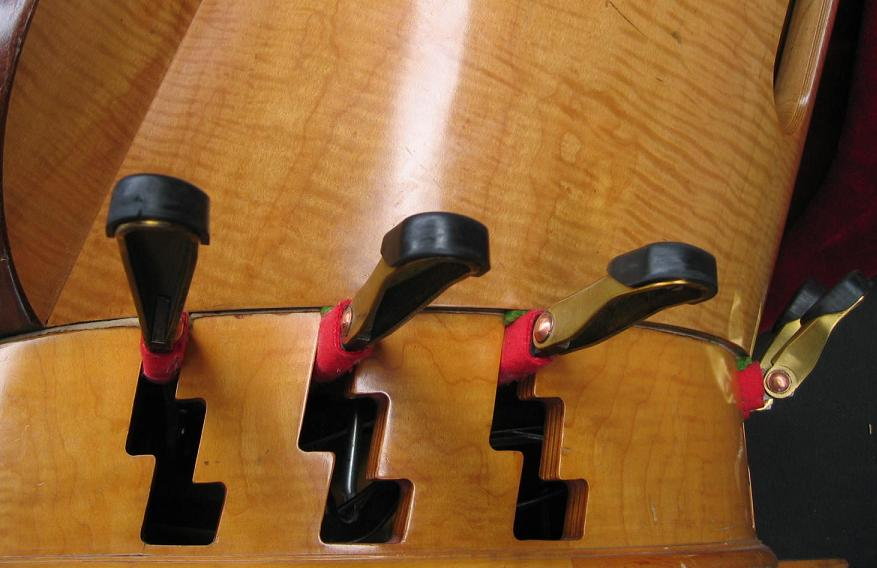
Педали концертной арфы в верхнем положении

## История

### Изобретение педалей
Развитие европейской музыки в XIV столетии привело к тому, что известная с древности диатоническая арфа с единственным рядом струн, способная производить ограниченное число нот, перестала отвечать требованиям композиторов. Некоторые арфисты использовали технику защипывания струны свободной рукой, однако она сильно снижала скорость игры и не позволяла точно контролировать высоту звука. Первые хроматические арфы — двойные и тройные, имевшие несколько рядов струн, — часто ломались из-за необходимости выдерживать огромное натяжение, а играть на них было сложно. В конце XVII столетия в Тироле был изобретён крючковый механизм, позволявший повышать высоту звука струны на полтона: на колковой раме между струн прикреплялся П-образный крючок, который можно было повернуть налево или направо, зацепляя нужную струну; обычно крючки добавляли между струнами до—ре, фа—соль и ля—си-бемоль. Для исполнителей такой механизм был удобнее защипывания струны вручную и давал более предсказуемый результат, но сильно замедлял игру, так как крючки нужно было перемещать левой рукой прямо во время игры. Развитие крючкового механизма привело к появлению леверсной арфы.
В 1690—1720-х годах к крючкам начали приделывать педали, располагавшиеся сначала справа на колковой раме, а затем передвинутые к основанию. Изобретатель педальной арфы точно не установлен, над этим усовершенствованием одновременно работали Якоб Хохбрукер, Пауль Феттер, Йоханн Хаузен и другие мастера, наибольшую популярность получил механизм Хохбрукера с пятью педалями, повышавшими высоту звучания струны на полтона. К 1720 году к арфе добавилось ещё две педали, что позволяло настраивать арфу в тональности ми-бемоль мажор и играть в восьми мажорных и пяти минорных тональностях. Прикреплённые к педалям проволочки протягивали к колковой раме через колонну (которую теперь делали пустотелой), а для устойчивости к основанию арфы добавилась небольшая подставка большего диаметра. Постепенно устоялся S-образный профиль утолщённой колковой рамы со скруглённым плечом, резонаторный корпус получил лютнеобразную форму вместо более ранней квадратной, а в его задней стенке стали проделывать сначала круглые, а затем трапециевидные отверстия. Форма арфы приблизилась к современной. На этом этапе для игры всё ещё использовали все пять пальцев.

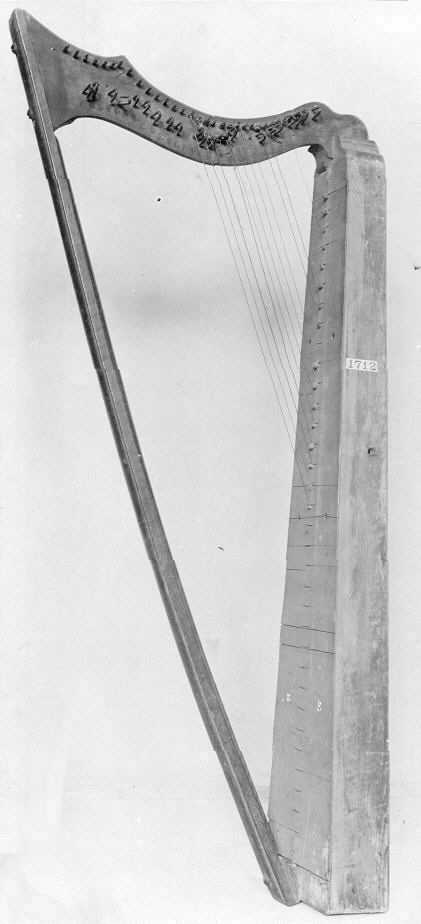
Крючковая арфа
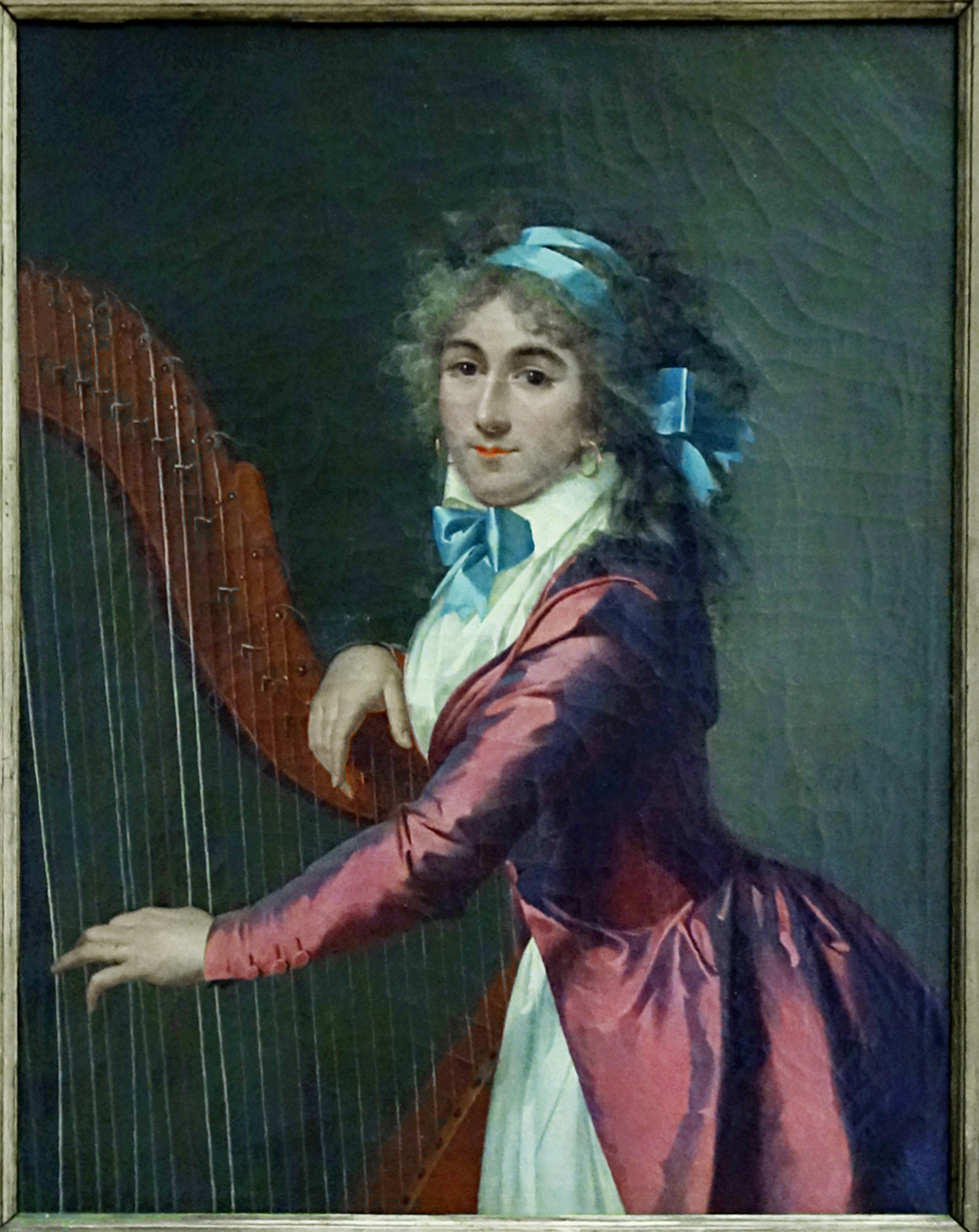
Портрет арфистки с крючковой арфой, Адель Романи
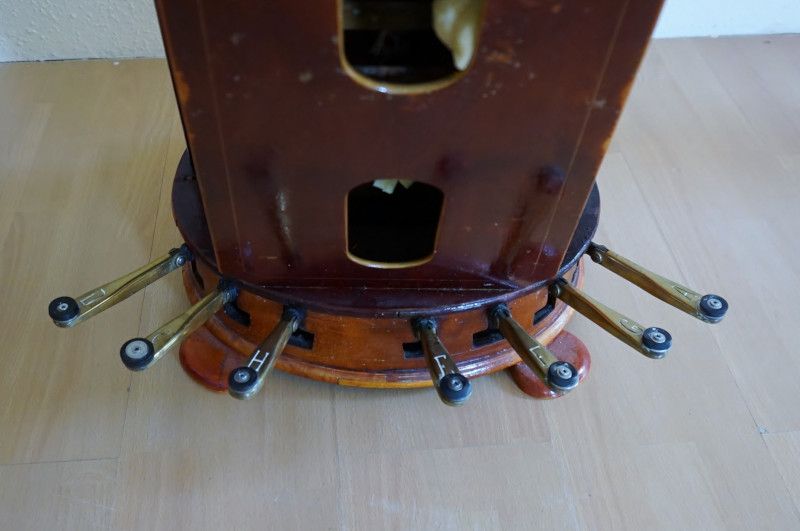
Одинарные педали на арфе
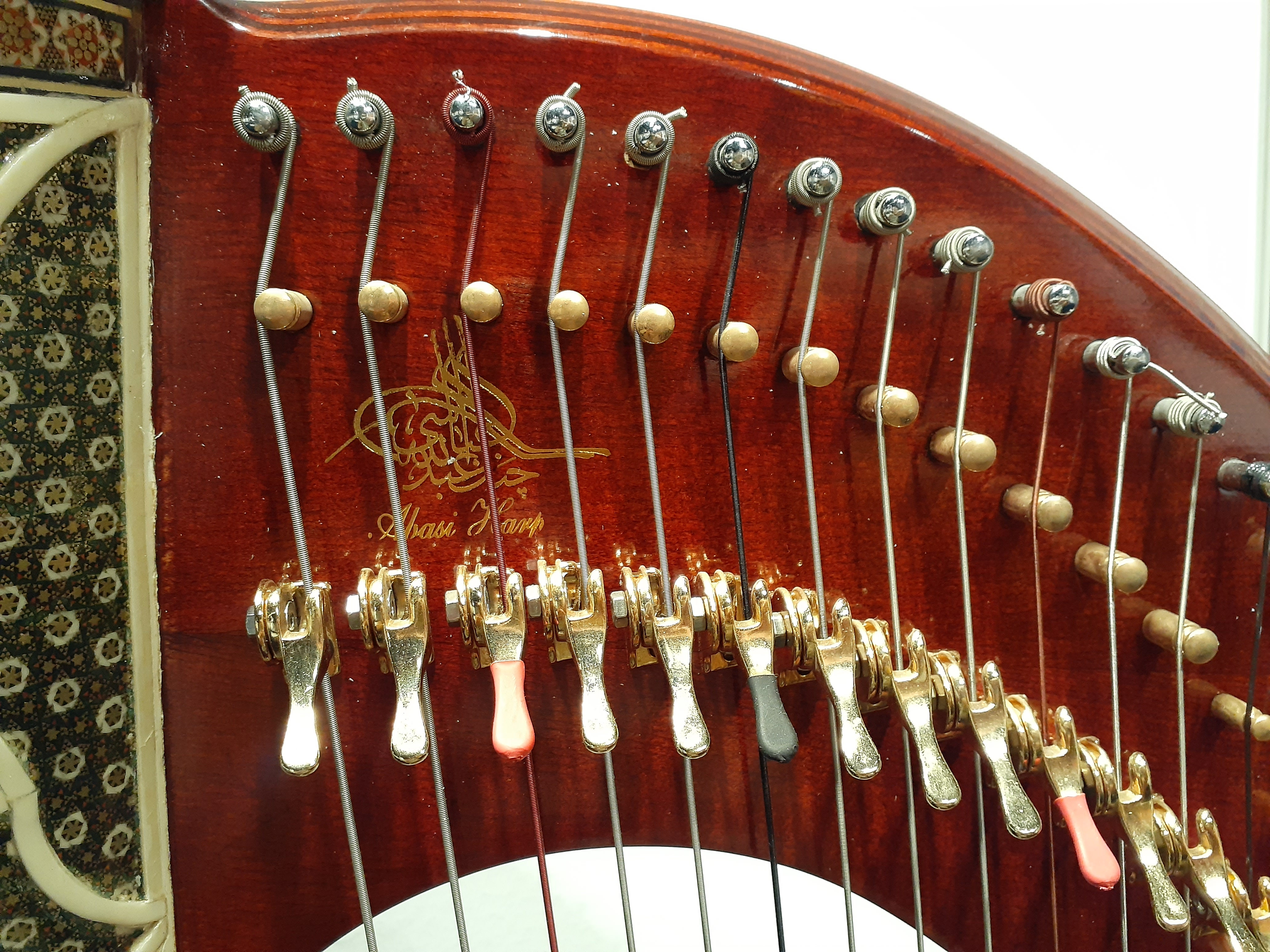
Механизм современной леверсной арфы

### Арфа с одинарными педалями

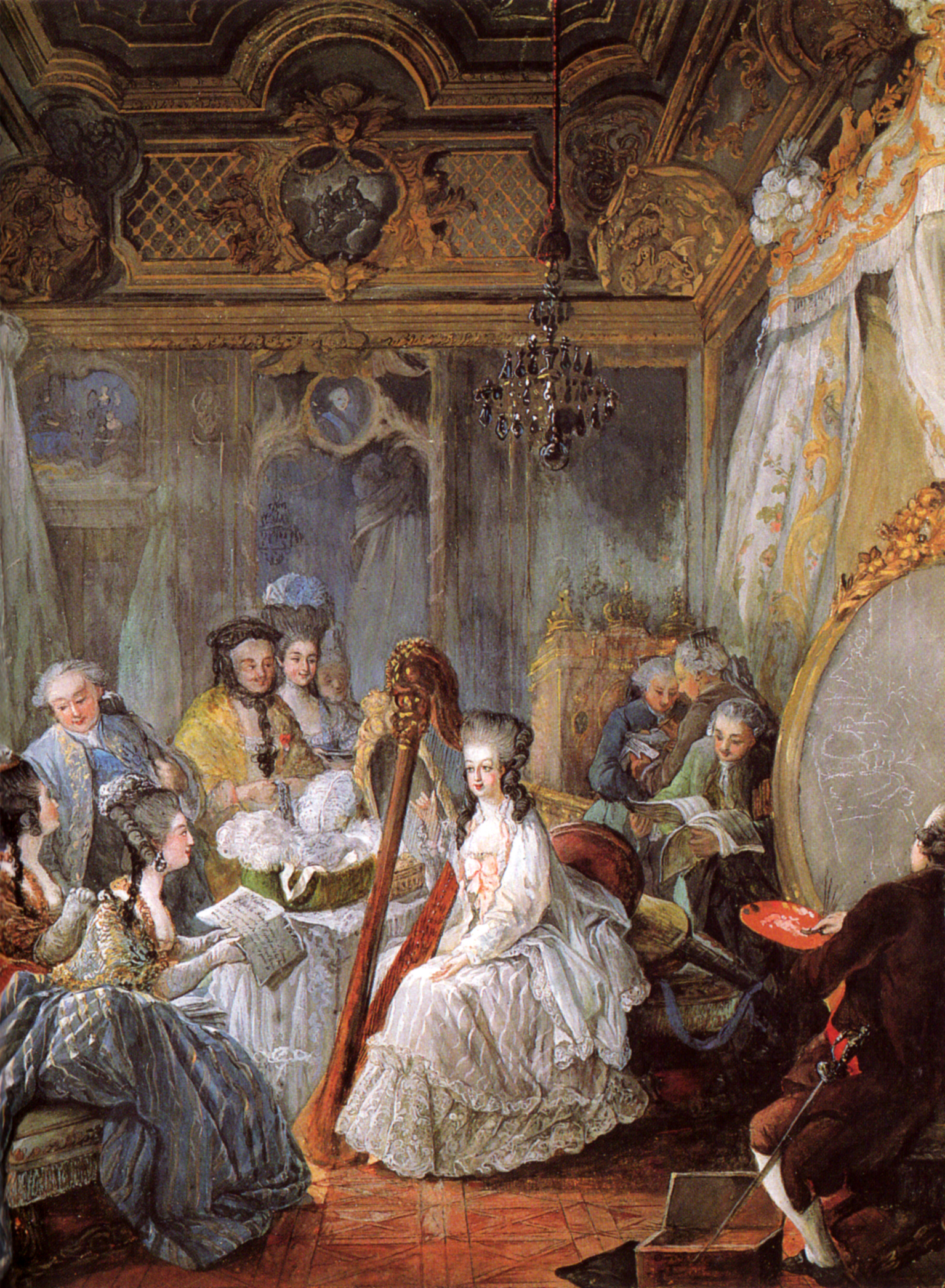
Мария-Антуанетта

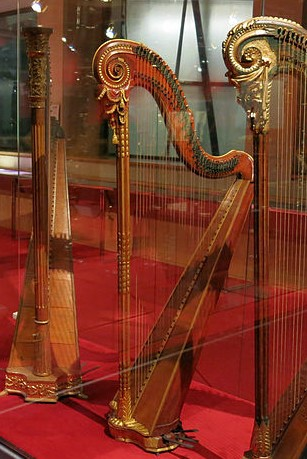
Арфа Кузино с одинарными педалями

Из Германии педальная арфа попала в Бельгию и Австрию. В 1749 году арфист Гёпферт привёз педальную арфу во Францию, где она стала очень цениться при дворе.
У арф этого периода обычно было от 36 до 43 струн (нижние 6 — металлические, остальные — жильные), натянутых значительно слабее, чем у современных педальных арф, гранёный корпус и тонкая плоская дека; с левой стороны располагались педали ре, до и си, с правой — ми, фа, соль и ля, считая слева направо. Французские мастера усовершенствовали педальный механизм, добавив у струн небольшие порожки, к которым их прижимали крючки, однако это ухудшило качество звука прижатых струн. Небольшие улучшения в конструкцию педальной арфы внёс литовский гетман Михаил Огинский. Французы Кузино, Жорж и Жак-Жорж, модифицировали прижимающую струны часть педальной системы: вместо крючков в их арфах стали использоваться пары подвижных стержней. Также они создали первые в истории полностью хроматические педальные арфы, у которых было 14 одинарных педалей (по две у каждой струны: повышающая и понижающая).
Французские арфы этого периода часто были богато украшены резьбой и сами стали восприниматься как элемент декора. Постепенно арфисты стали переходить на игру четырьмя пальцами, однако ещё в XIX столетии встречались преподаватели, предлагавшие использовать все пять. Благодаря интересу к арфе всего французского двора, а особенно Марии-Антуанетты, престиж этого инструмента продолжал расти, арфы (не обязательно педальные) стали появляться на парадных портретах. При этом, хотя с арфами чаще изображали женщин, преподавателями и исполнителями на арфах были в основном мужчины. Популярность арфы была настолько велика, что в 1784 году из 58 музыкантов, перечисленных в парижском каталоге Les tablettes de la renommée des musiciens, 46 были учителями арфы.
Немецкая династия Хохбрукеров продолжала заниматься изготовлением педальных арф и исполнять на них музыку; неназванный «месье Хохбрукер» блестяще дебютировал в Париже в 1765 году, Леопольд Моцарт, отец Вольфганга, в письме предостерегал сына от компании «арфиста Хохбрукера».
В 1762 в Париже вышел первый учебник игры на педальной арфе авторства Филиппа-Жака Мейера, композитора, самостоятельно научившегося играть на арфе. В этом учебнике отмечено, что струны до имеют красный цвет, а фа — синий. В том же году было опубликовано одно из важных произведений для арфы — написанное, скорее всего, для хроматической (двойной), но подходящее и для педальной, — Solo für die Harfe Карла Филиппа Эммануила Баха. В целом в XVIII столетии на арфе часто играли музыку, написанную для клавишных инструментов, а музыку, сочинённую для арфы, считали подходящей для исполнения на других инструментах. Среди выдающихся произведений этого периода, написанных именно для педальной арфы, можно выделить Концерт для флейты, арфы и оркестра Моцарта, 4 концертино и концерт Иоганна Георга Альбрехтсбергера, 4 концерта Иоганна Шенка; также 6 концертино для клавишного и струнных инструментов Карла Филиппа Эммануила Баха позже переиздавались под заголовком «…для клавесина или арфы».
Дальнейшее совершенствование педальной системы произошло при деятельном участии самого знаменитого арфиста Парижа, чеха Иоганна Крумпхольца: его идеями воспользовались мастера династий Надерман, Кузино и Эрар. После смерти Крумпхольца его произведения исполняла его вдова Анн-Мари, также знаменитая арфистка, которой Ян Дусик посвятил концерт для арфы с оркестром и шесть сонатин для арфы. Скрипач и арфист-виртуоз Мари-Мартен Марсель де Марен сочинил множество произведений для арфы, причём среди них встречаются работы, в которых он стремился расширить возможности этого инструмента: один из его дуэтов исполняется двоими людьми на одной арфе.
Французская революция прервала или замедлила карьеры многих арфистов, включая самых знаменитых: де Марен бежал в Великобританию, придворный музыкант Мартен-Пьер Д’Альвимар вынужден был скрывать своё происхождение и профессию (после революции он учил арфе императрицу Жозефину), Жан-Батист Кардон бежал в Россию, где прожил всю дальнейшую жизнь. Кузино перестали выпускать свои 14-педальные арфы. В 1794 году Себастьян Эрар, переехавший в Англию, заменил цельный резонатор с гранёными стенками на композитный: тонкая накладка на деку делалась из сосны, колковая рама кашировалась для прочности, а задняя стенка снова стала скруглённой, но теперь её поддерживали внутренние рёбра. Но главным улучшением стал прилегающий к струнам механизм: Эрар насадил стержни на диски по два, чтобы они поворачивались при нажатии педалей, что полностью решило проблему дребезжания струн при опущенной педали. Также вместо того, чтобы прятать механизм внутри инструмента, он поместил его на медную пластину, которая прикреплялась прямо на раму.
Арфы с одинарными педалями продолжали ограниченно использоваться вплоть до конца XIX века, однако в наполеоновскую эпоху были изобретены новые, двойные педали, давшие музыкантам новый уровень свободы.

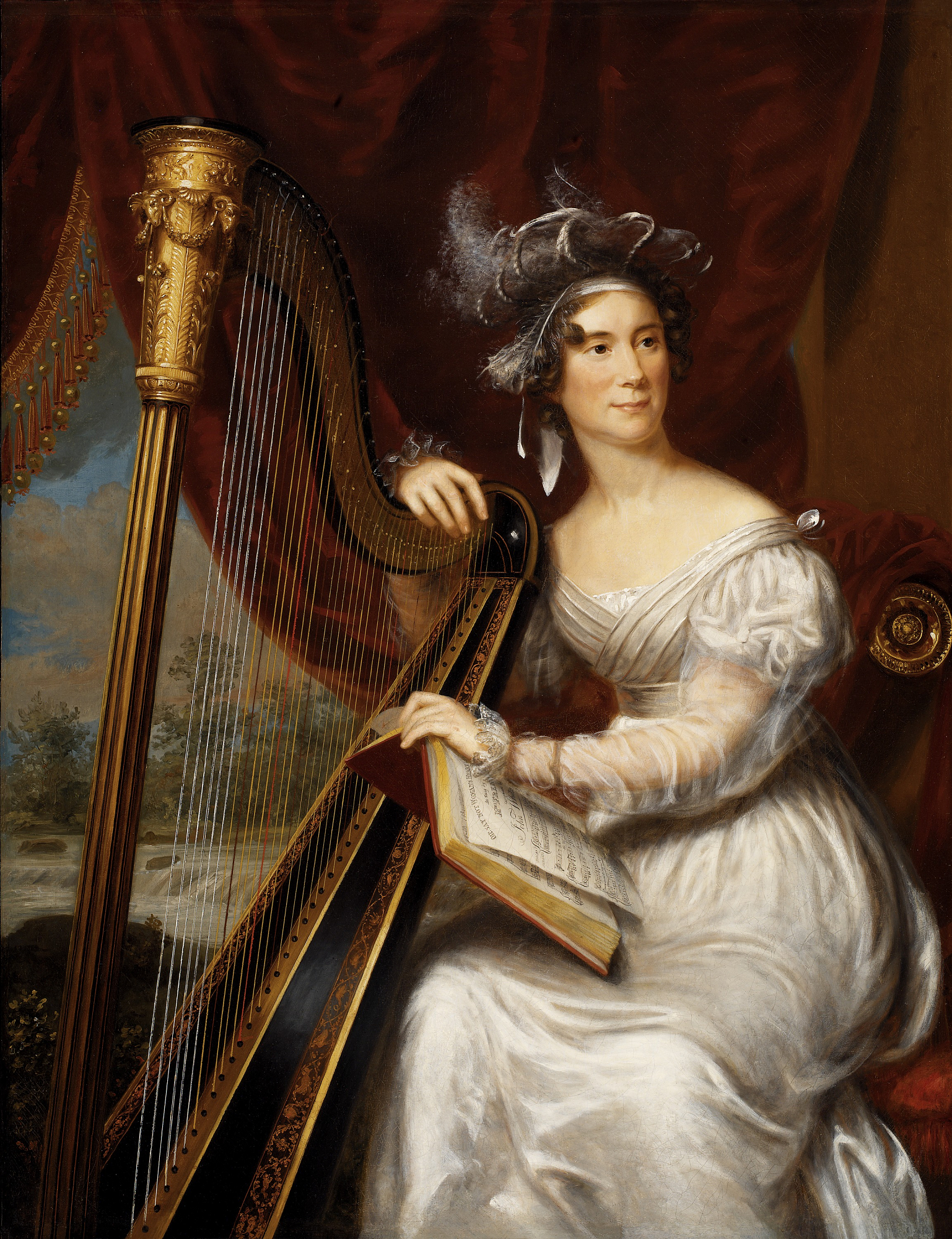
Луиза Адамс, первая леди США
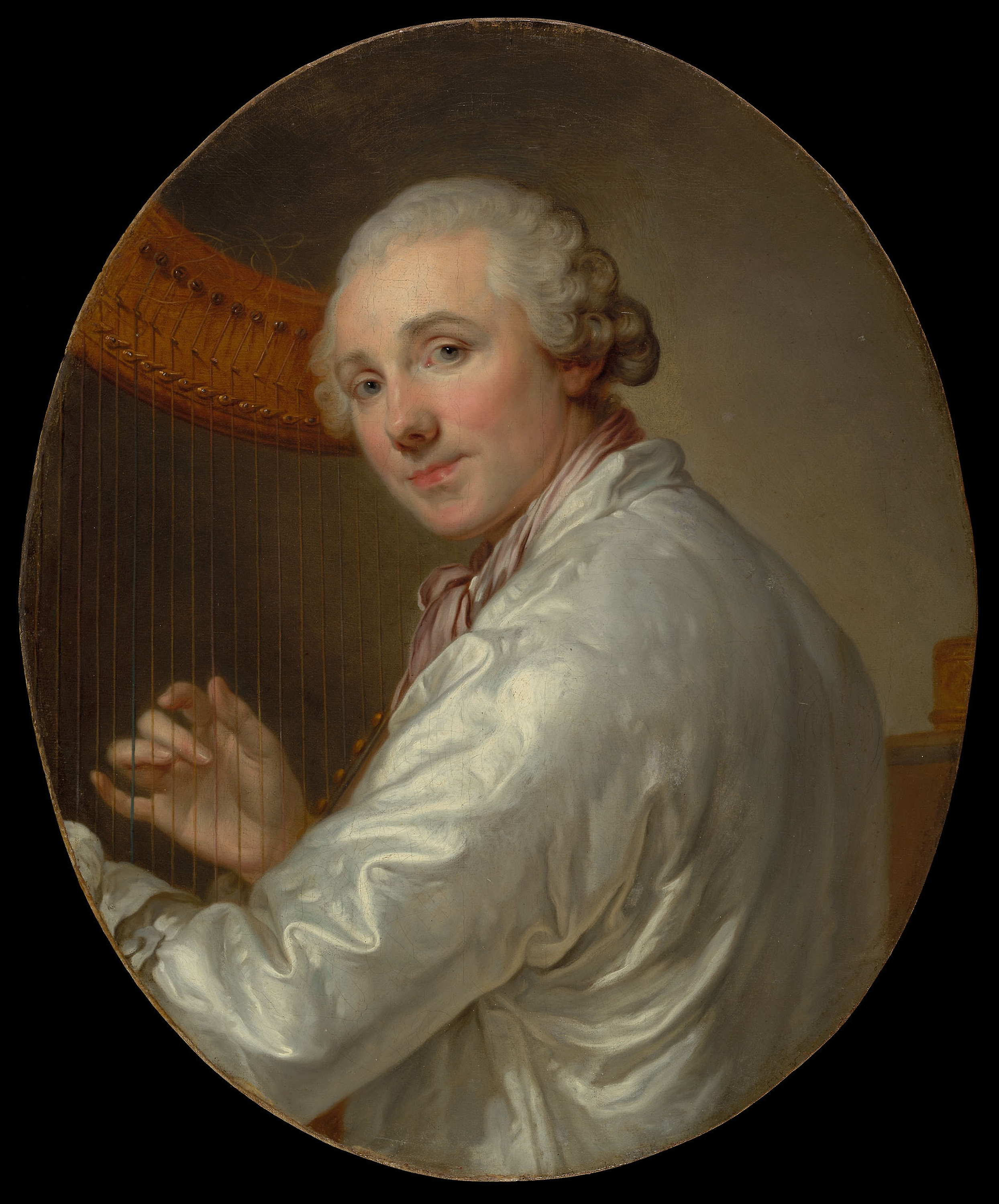
Французский меценат Анж-Лоран Лалив-де-Жюлли[фр.]
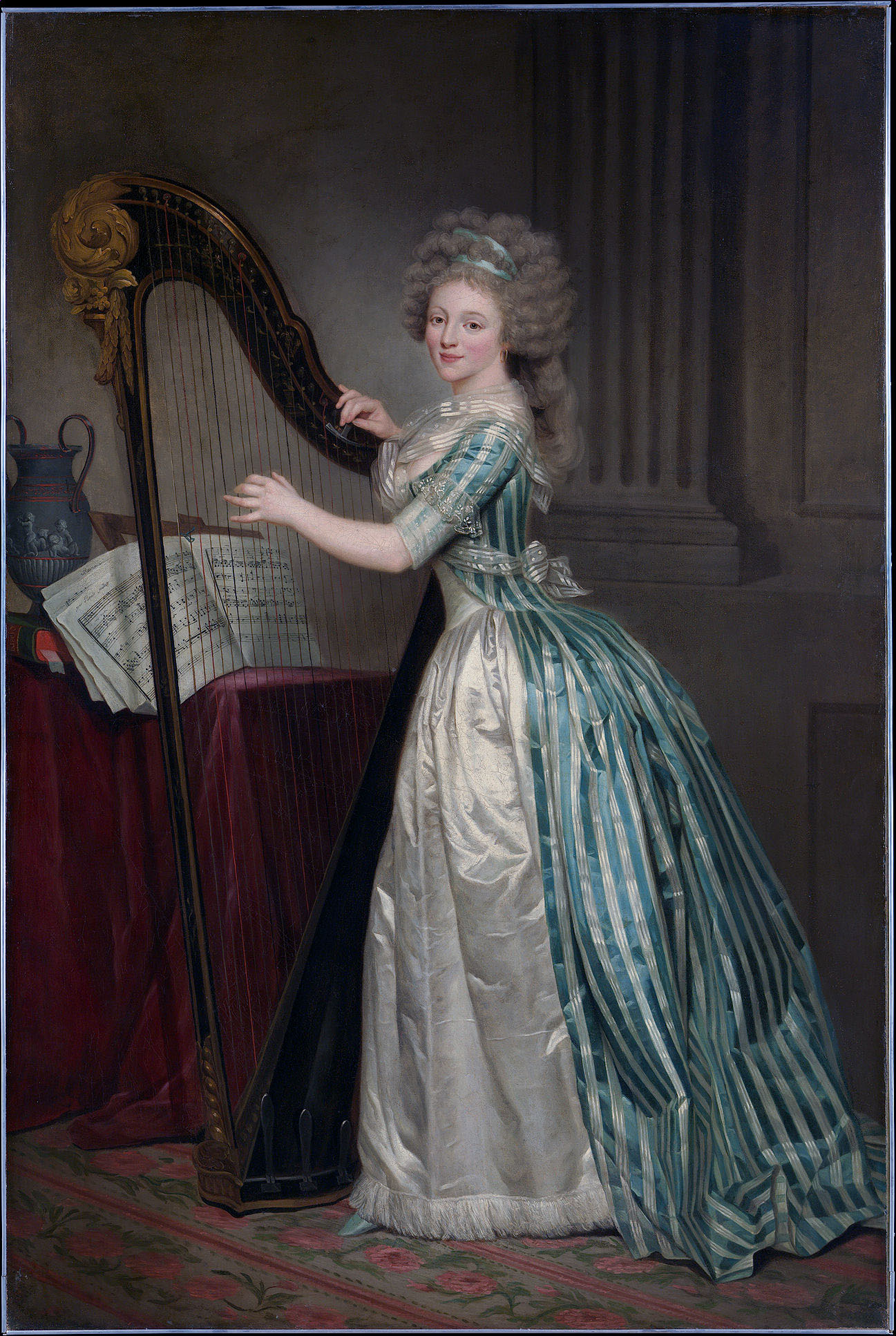
Автопортрет арфистки и художницы Роз-Аделаид Дюкрё[англ.]
Положение педалей у педальной арфы

### Арфа с двойными педалями

Механизм арфы с двойными педалями

В 1801 году Эрар получил патент на первую в истории арфу с двойными педалями. Однако этот механизм не получил распространения, так как для повышения тона требовалось накручивать струны на колки, что сильно напрягало струну, и, потратив много сил и денег на неудачную разработку, Эрар вернулся к механизму с двумя стерженьками, посаженными на вращающийся диск. В 1810 его усилия увенчались успехом, и он придумал современный механизм для педальной арфы с семью педалями: у каждой струны на колковой раме располагалось по два диска со стерженьками, однократное нажатие на педаль задействовало один из дисков, а двукратное — и второй. Производство механизма для первой арфы с семью двойными педалями стоило Эрару 20 000 фунтов стерлингов. Первые семь басовых струн Эрар делал из шёлка, оплетённого тонкой проволокой.
Новый инструмент стал крайне популярным в Великобритании, Эрар смог спасти свою французскую компанию от банкротства благодаря лондонским доходам. До 1811 года Эрар также много работал над улучшением механизма фортепиано, однако затем его внимание захватило производство новых арф. Себастьян умер в 1831 году, его дело перешло к племяннику Пьеру, и к концу 1830-х фирма Эрара продала более 4000 инструментов своей новой конструкции.
В 1835 году Пьер запатентовал ещё одно улучшение для арфы и начал производить 46-струнные «готические» арфы (с диапазоном от до контроктавы до фа четвёртой октавы) со стальными басовыми струнами (до—фа), оплетёнными тонкой проволокой и расположенными дальше друг от друга. Эти арфы продолжали служить в большинстве британских и французских оркестров до 1960-х годов.
Арфист-виртуоз Пэриш Алварс, а вместе с ним и композитор Гектор Берлиоз, предлагал Эрару пойти ещё дальше и добавить третье положение педали для струн до, фа и соль, однако эта идея осталась нереализованной. Берлиоз, отмечал, что Эрар совершит большую ошибку, если не внесёт такое усовершенствование в конструкцию. «Само собой разумеется, что если воспользоваться не сразу всеми струнами-синонимами [для извлечения двойных нот], то помимо уменьшенных септакордов могут получиться и другие аккорды. Различные комбинации, составить которые может каждый, точно рассчитав действие педалей на струны, будут ещё многочисленнее, когда благодаря тройному действию педалей до-бемоль, фа-бемоль, соль-бемоль, появятся три синонима, которых арфа сейчас лишена», — писал композитор в своём трактате об инструментальной музыке.
В Европе всё увеличивалось количество профессиональных арфистов, появились школы игры на арфе, наиболее известной из которой была школа Парижской консерватории, основанная в 1825 году профессором Надерманом. Надерман оставался поклонником одинарных педалей, и парижская школа перешла на двойные педали лишь через десять лет, когда его заменил Антуан Прюмье. Другие крупные школы возникли в Италии (Флоренции, Неаполе, Милане), Вене, Берлине, Лондоне. Большинство профессиональных арфистов всё ещё были мужчинами, только в середине столетия появились первые знаменитые арфистки, в том числе Анриетта Ренье.
Во второй половине XIX века арфы стали во множестве импортировать в США, где к началу XX века арфы делали уже две местные, существующие и поныне фирмы: Lyon & Healy и Wurlitzer. В США самые крупные педальные арфы стали делать с более широкой декой (шире, чем основание), чтобы усиливать звучание басовых струн. Следующим крупным улучшением концертной арфы стало изобретение прочных кетгутовых струн фирмой Concert Master в 1930-х годах.
Французская компания Camac в 1996 году представила арфы «нового поколения», в которых использовано множество технологий, применяемых в самолётостроении:
- для облегчения инструмента вместо бронзы колковая рама их арф покрыта алюминиевым сплавом, а колонна делается из карбона;
- в верхней части педального механизма они используют прочные стальные тросы, типа самолётных, которые соединены с электронным сенсором, упрощающим настройку педалей;
- основание, традиционно деревянное, упрочнено алюминиевым сплавом;
- прилегающая к плечу человека часть арфы расположена ниже, что упрощает игру на самых высоких струнах;
- из тех же соображений струны их арф не строго параллельны, а расходятся веером;
- диски педального механизма стали вращаться в противоположных направлениях, что позволяет арфе лучше держать строй;
- сами диски больше не прикручены к механизму винтами, а встроены в него, что сделало механизм прочнее;
- верхняя дека стала прочнее и толще в середине (где натяжение струн сильнее всего), а по краям она гибче и тоньше, что даёт их арфам «зрелый» звук почти сразу после покупки, а не через много лет.

В XXI веке педальные арфы продолжают использовать механизм Эрара, самые крупные из них имеют по 45—46 струн, высоту около 183 см и вес в районе 35 кг. Басовые струны — кетгутовые, оплетённые шёлком и медной канителью, в среднем диапазоне используются кетгутовые или (реже) нейлоновые, а струны для верхних двух с половиной октав чаще всего берут из нейлона. Совокупная сила натяжения струн концертной арфы превышает 730 кг и может доходить до 2 тонн. Единственным техническим ограничением современной арфы с двойными педалями является то, что все струны, расположенные в октаву, поднимаются или опускаются на полтона одновременно, а следовательно, на таком инструменте невозможно одновременно сыграть до, до-диез и ре, даже в разных октавах.
Современные педальные арфы играют не только европейскую классическую музыку, но также джаз, народную и поп-музыку; они встречаются в ансамблях как с другими европейскими инструментами, так и с любыми другими: Элейн Баркин и Роберт Ломбардо сочетали педальную арфу с яванским и балийским гамеланом.

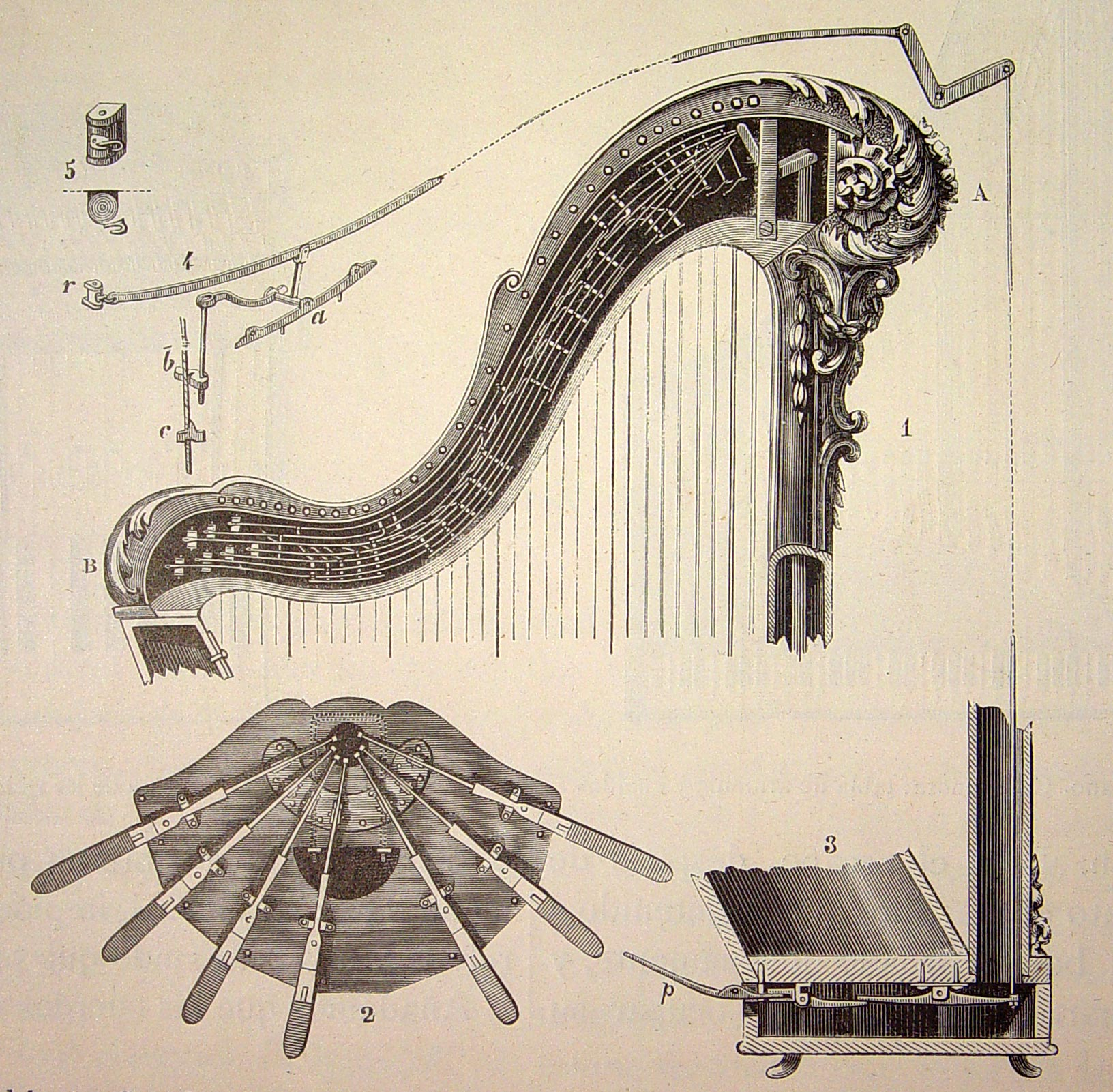
Современный механизм педальной арфы
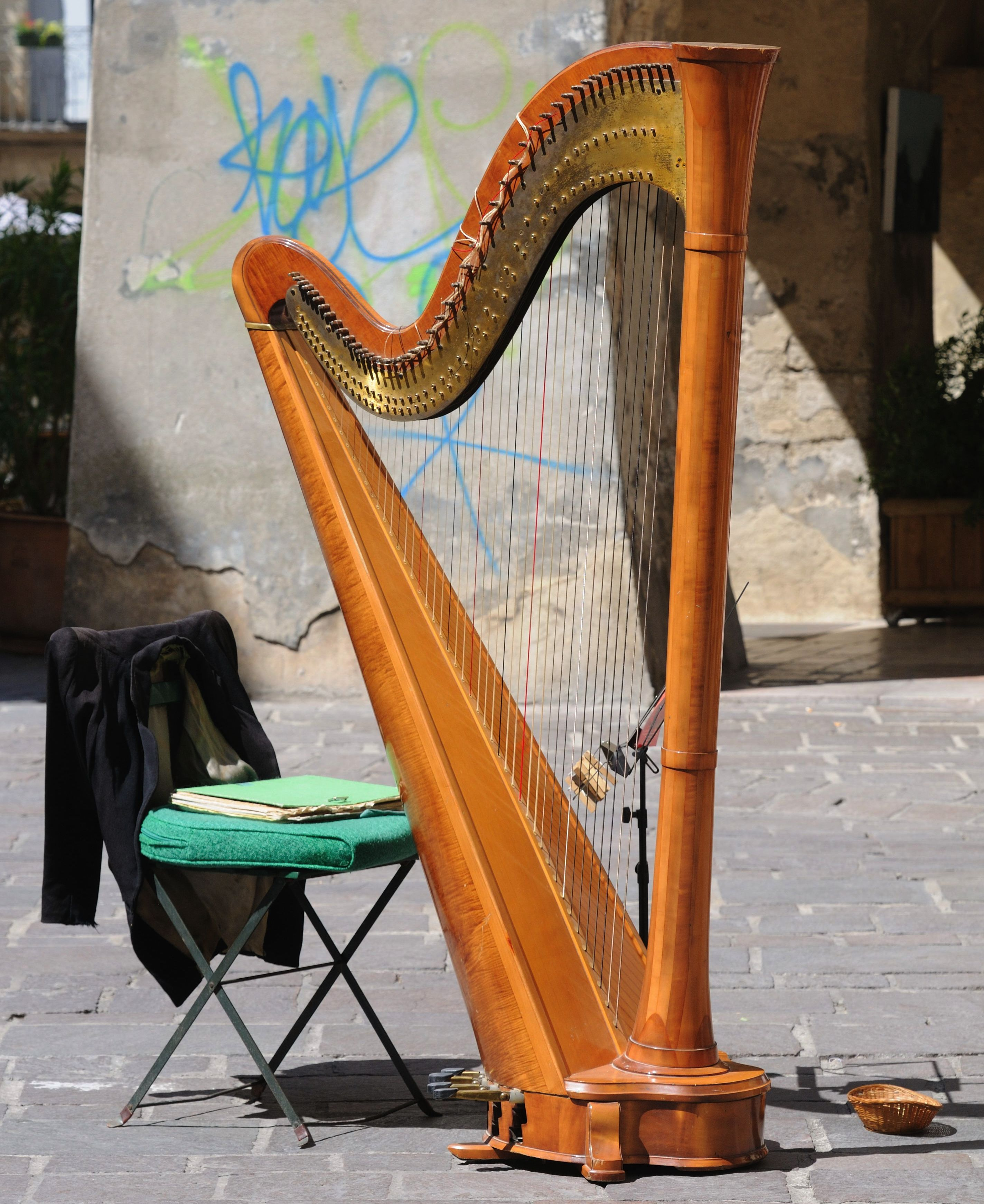
Педальная арфа
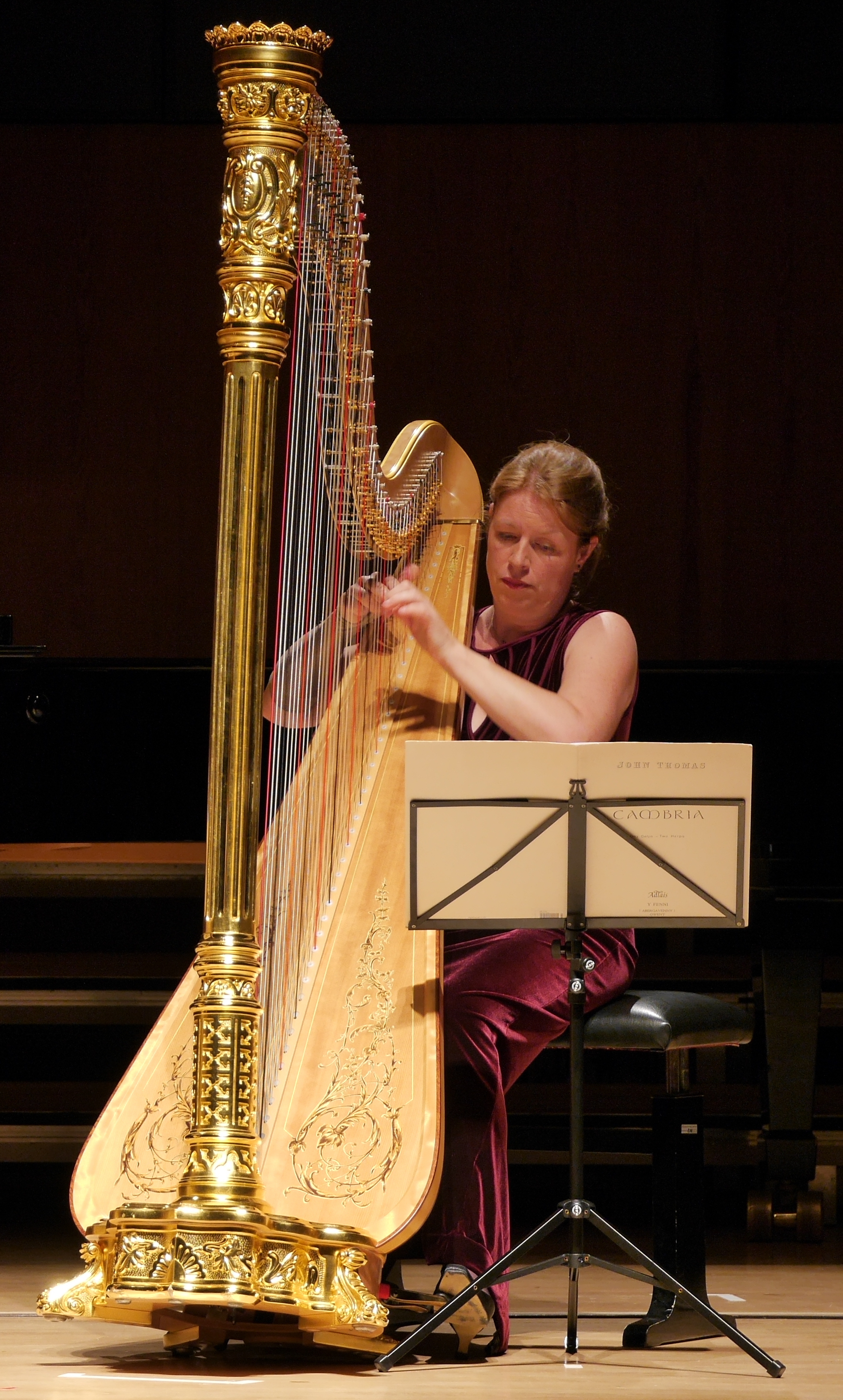
Широкая верхняя дека у основания арфы

## Техника игры и развитие репертуара
При игре на концертной арфе струны защипывают подушечками четырёх пальцев, кроме мизинца, на нижней 1/3—1/2 длины. Помимо этого, используется несколько более редких техник звукоизвлечения, таких как игра у деки (près de la table), исполнение флажолетов прижиманием струны суставом большого пальца правой руки или мягкой частью ладони левой руки. Левая рука может производить одновременно флажолет на 1—3 струнах, а правая — только на одной. Так как струны арфы открыты, они могут звучать очень долгое время (басовые — до 30 секунд), из-за чего исполнителю приходится глушить их левой рукой.
В эпоху одинарной педали техника игры на арфе несколько отличалась из-за значительно более слабого натяжения струн на инструменте. В XVIII веке музыка для арфы преимущественно состояла из гаммообразных пассажей и фигураций, играемых арпеджио, а в техническом отношении встречались только изолированные флажолеты и этуфе (фр. étouffée), причём обе техники использовались только левой рукой. Композиторы, хорошо понимавшие функциональные особенности арфы, пользовались энгармонизмом для перехода между тональностями; примером такого произведения является 5-я соната Крумпхольца. Важнейшие композиторы, писавшие для этого инструмента, — Крумпхольц, Дусик и Луи Шпор, все они были женаты на арфистках.
Первым исполнителем, в полной мере реализовавшим потенциал арфы с двойной педалью, был Пэриш Алварс, которого учил Теодор Лабарр; Лабарр уделял много внимания флажолетам, bisbigliando, глиссандо, в том числе аккордовым. После Алварса, однако, не появилось новых виртуозов, и музыка для арфы оставалась преимущественно любительской вплоть до 1840-х годов. После этого периода появляются более сложные произведения — симфонические поэмы Листа, оперы Вагнера, Верди, «Шотландская фантазия» Бруха, «Троянцы» Берлиоза. Дебюсси удачно использовал арфы в «Прелюдии к Послеполуденному отдыху фавна», широкую известность получили арфовые каденции Римского-Корсакова в «Испанском каприччио» и Чайковского («Лебединое озеро», «Спящая красавица» и «Щелкунчик»).
Учебник Карлоса Сальзедо Modern Study of the Harp 1921 года перечисляет технические приёмы того времени: «педальное глиссандо» (изменение высоты звука на полтона вверх или вниз и обратно перемещением педали во время звучания струны), изменение положения педалей без касания струн, протягивание полоски бумаги между струнами, исполнение аккордовых глиссандо тыльной стороной ногтей, флажолеты высоких степеней, игра ногтями у деки. Партии арфы усложнялись и дальше; танец Саломеи из одноимённой оперы Рихарда Штрауса требует постоянной перестановки педалей, благодаря чему это его исполнение стало одним из стандартных требований для прослушиваний в оркестры. Важнейшими композиторами этого периода для арфы с оркестром были Дебюсси и Равель. Развивается камерная музыка, появляется множество композиторов-аранжировщиков.
С 1950-х техника педальной арфы пополнилась такими приёмами как проведение стальным настроечным ключом по басовым струнам, игра на обёрнутых алюминиевой фольгой струнах, «глиссандо», производящиеся скольжением пальца правой руки по струне в то время, как левая рука постоянно защипывает её, а также удары по струнам различными молоточками и другими объектами. Рут Инглфилд и Лу Энн Нил стандартизировали нотацию для таких эффектов в учебнике Writing for the Pedal Harp 1985 года. С развитием интернета репертуар арфы пополнился множеством произведений, написанных арфистами, виртуозами и любителями (в основном женщинами).

## Коллекции
Крупная (возможно, крупнейшая) коллекция реставрированных педальных арф XVIII века находится в музее компании Salvi. Среди прочих там находятся арфа 1806 года Erard Frère с одинарной педалью (№ 275) и арфа Эрара с восемью двойными педалями, сделанная около 1810 года (№ 410).

### Комментарии
1. ↑  Paul Vetter
2. ↑  Johann Hausen
3. ↑  Goepfert, по-французски Gaiffre
4. ↑  Philippe-Jacques Meyer (1732–1819)
5. ↑  Marie-Martin Marcel Marin (1769 — после 1861)
6. ↑  Wurlitzer производили арфы в 1909—1936 годах
7. ↑  Восьмая педаль контролирует громкость звука, открывая и закрывая шторки на корпусе инструмента; это улучшение было придумано Крумпхольцем, однако не получило широкой популярности[47]

### Сноски
1. ↑  Waltham, 2010, p. 146, 148.
2. 1 2 3 4 5  Waltham, 2010, p. 146.
3. 1 2 3 4  Waltham, 2010, p. 148.
4. ↑  Waltham, 2010, p. 157.
5. ↑  Waltham, 2010, p. 148—149.
6. ↑  Waltham, 2010, p. 149.
7. 1 2  Waltham, 2010, p. 150—151.
8. ↑  Waltham, 2010, p. 146, 152.
9. 1 2 3  Waltham, 2010, p. 151.
10. ↑  Waltham, 2010, p. 153.
11. 1 2  Waltham, 2010, p. 152.
12. ↑  Waltham, 2010, p. 156.
13. ↑  Waltham, 2010, p. 164—165.
14. ↑  Waltham, 2010, p. 164.
15. ↑  Rensch, 2007, p. 108.
16. 1 2  Rensch, 2007, p. 114.
17. ↑  Rensch, 2007, p. 111.
18. 1 2 3 4 5 6 7 8 9 10 11 12 13 14 15  Libin, 2014, Hook harps and single-action pedal harps.
19. ↑  Rensch, 2007, p. 113.
20. 1 2 3  Rensch, 2007, p. 127.
21. 1 2 3  Rensch, 2007, p. 128.
22. 1 2 3 4  Rensch, 2007, p. 129.
23. 1 2  Rensch, 2007, p. 132.
24. 1 2 3 4  Rensch, 2007, p. 135.
25. ↑  Rensch, 2007, p. 142.
26. ↑  Rensch, 2007, p. 133.
27. ↑  Rensch, 2007, p. 136.
28. 1 2  Rensch, 2007, p. 137.
29. 1 2  Rensch, 2007, p. 141.
30. ↑  Rensch, 2007, p. 143.
31. ↑  Rensch, 2007, p. 143—144.
32. 1 2  Rensch, 2007, p. 147.
33. 1 2 3 4 5  Rensch, 2007, p. 148.
34. ↑  Rensch, 2007, p. 145—146.
35. 1 2 3 4 5 6 7 8 9 10  Libin, 2014, The double-action pedal harp.
36. 1 2 3  Rensch, 2007, p. 149.
37. 1 2  Rensch, 2007, p. 150.
38. ↑  Rensch, 2007, p. 160.
39. ↑  Берлиоз, 1972, с. 183—184.
40. ↑  Rensch, 2007, p. 162.
41. ↑  Rensch, 2007, p. 163.
42. ↑  Libin, 2014, 165—173.
43. 1 2 3 4 5 6 7 8 9 10 11 12 13 14 15 16 17 18  Libin, 2014, Technique and repertory.
44. ↑  Rensch, 2007, p. 200.
45. 1 2 3  Waltham, 2010, p. 150.
46. ↑  Rensch, 2007, p. 130.
47. ↑  Rensch, 2007, p. 149—150.